# Robert Watts (producteur)
Pour les articles homonymes, voir Watts (nom de famille) et Robert Watts (homonymie).
Robert Watts, né le 23 mai 1938 et mort le 30 septembre 2024, est un producteur de cinéma britannique, principalement connu pour son implication dans les séries Star Wars et Indiana Jones.

## Vie privée
Son demi-frère, Jeremy Bulloch,, a joué le rôle de Boba Fett dans la trilogie originale de Star Wars.

## Filmographie
| Année | Film                                           | Producteur | Directeur de production | Autre | Rôles                                    | Remarques           |
| ----- | ---------------------------------------------- | ---------- | ----------------------- | ----- | ---------------------------------------- | ------------------- |
| 1968  | 2001, l'Odyssée de l'espace                    |            | Oui                     |       |                                          |                     |
| 1970  | El Condor                                      |            | Oui                     |       |                                          |                     |
| 1973  | Papillon                                       |            | Oui                     |       |                                          |                     |
| 1977  | Star Wars, épisode IV : Un nouvel espoir       |            | Oui                     |       |                                          |                     |
| 1980  | Star Wars, épisode V : L'Empire contre-attaque |            |                         | Oui   |                                          | producteur associé  |
| 1981  | Les Aventuriers de l'arche perdue              |            |                         | Oui   |                                          | producteur associé  |
| 1983  | Star Wars, épisode VI : Le Retour du Jedi      |            |                         | Oui   | Lt. Watts (pilote d'AT-ST) (non crédité) | coproducteur        |
| 1984  | Indiana Jones et le Temple maudit              | Oui        |                         |       |                                          |                     |
| 1988  | Qui veut la peau de Roger Rabbit               | Oui        |                         |       |                                          |                     |
| 1989  | Indiana Jones et la Dernière Croisade          | Oui        |                         |       |                                          |                     |
| 1991  | Fievel au Far West                             | Oui        |                         |       | voix additionnelles                      |                     |
| 1993  | Les Survivants                                 | Oui        |                         |       |                                          |                     |
| 1994  | Terrain miné                                   |            |                         | Oui   |                                          | producteur exécutif |